# Kraftwerk Aue
Das Kraftwerk Aue ist ein Laufwasserkraftwerk an der Limmat in Baden im Kanton Aargau. Es befindet sich in der Nähe der Hochbrücke und gehört der Limmatkraftwerke AG (LKW), einer Tochtergesellschaft der Regionalwerke AG Baden (RWB).

## Geschichte
Die 1835/36 erbaute Spinnerei Spoerry, die älteste Fabrik in Baden und eine der damals grössten Baumwollspinnereien in der Schweiz, wurde 1904 durch einen Grossbrand zerstört.
Der Spinnereibesitzer verzichtete auf einen Wiederaufbau und verkaufte das gesamte Areal mit der Wasserkraftanlage im gleichen Jahr an die Elektrizitätsgesellschaft Baden AG. Diese baute das Kraftwerk zur elektrischen Energieerzeugung um. 1909 wurden die ersten beiden Maschinengruppen in Betrieb genommen. Zusammen mit dem Kraftwerk Kappelerhof und der Dampfreserveanlage konnte so der damalige Strombedarf der Stadt Baden gedeckt werden. 
1925 wurde eine Konus-Francis-Turbine (Maschinengruppe 3, Leistung 1 MW) eingebaut. Diese wurde 1966 mit zwei Kaplanturbinen (heutige Maschinengruppen 1 und 2) ergänzt sowie eine hydraulische Wehranlage mit Klappen und Segmentschützen errichtet eingebaut.
In den Jahren 2011 bis 2014 erfolgte eine Erweiterung sowie die Neukonzessionierung bis 2074. Die Konus-Francis-Turbine wurde mit einer neuen Francisturbine von Andritz Hydro Ravensburg (ehemalige Tochter der Escher Wyss AG) ersetzt. Aufgrund des neuen Gewässerschutzgesetzes mussten die Restwassermengen erhöht werden, um den Lebewesen im Fluss optimalere Lebensbedingungen zu ermöglichen. 
Zur Nutzung dieser höheren Restwassermengen wurde ein Dotierkraftwerk über die Fallhöhe des Stauwehrs für die Produktion von erneuerbarer Energie erstellt. Es entstand eine Fischtreppe mit Fischabstiegshilfe, damit die Fische gefahrlos vom Oberwasser ins Unterwasser gelangen können. Die Bootsfahrer erhielten eine neue Übersetzstelle beim Wehr und die Kanuten eine neue Wildwasserstrecke. 

## Heutige Produktion
Mit den drei Maschinengruppen und der Dotierturbine beim Wehr werden mit Stand 2017 30 GWh pro Jahr produziert und rund 7.000 Haushalte mit erneuerbarer Energie aus der Region versorgt. Der maximale Durchfluss durch die vier Turbinen beträgt 130 m3/s. Die Bruttofallhöhe beträgt rund 5 m.